# Talara cinerea
Talara cinerea är en fjärilsart som beskrevs av George Francis Hampson 1900. Talara cinerea ingår i släktet Talara och familjen björnspinnare. Inga underarter finns listade i Catalogue of Life.